# Aeroklub Nowy Targ
Aeroklub Nowy Targ – stowarzyszenie działające na lotnisku w Nowym Targu od 2001. Spadkobierca tradycji lotniczej Podhala zapoczątkowanej przez Aeroklub Tatrzański w 1957.
Historia samego lotniska sięga roku 1930, kiedy to Komitet Powiatowy Ligi Obrony Przeciwlotniczej i Przeciwgazowej, przy pomocy finansowej Komitetu Wojewódzkiego, zdecydował o budowie pierwszego w Polsce lotniska turystycznego.
W ramach Aeroklubu Nowy Targ funkcjonują sekcje:
- szybowcowa
- modelarska
- samolotowa
- balonowa
- Klub Seniorów Lotnictwa
- Klasa Lotnicza

Aeroklub Nowy Targ jest organizatorem Nowotarskiego Pikniku Lotniczego.
Jako pierwszy Aeroklub w Polsce posiadał komplet certyfikatów AOC w zakresie wykonywania lotów widokowych samolotem, szybowcem, a także balonem na ogrzane powietrze. Posiada również certyfikat usługowy AWC.
Do aeroklubu należał Stanisław Józefczak, rekordzista świata i Polski w szybownictwie. Startując z lotniska aeroklubu ustanowił kilka rekordów. Podczas lotu falowego 5 listopada 1966 roku wraz z pasażerem Janem Tarczoniem, na szybowcu SZD-9 Bocian, osiągnął wysokość 12 200 m - rekordy krajowe: absolutnej wysokości (12 560 m) oraz przewyższenia (11 680 m; ten rekord był także rekordem światowym) w kategorii szybowców dwumiejscowych. Ustanowił także rekordy krajowe dla szybowców jednomiejscowych na szybowcu "Mucha 100A".